# Arena (album de Duran Duran)
Pour les articles homonymes, voir Arena.
Albums de Duran Duran
Seven and the Ragged Tiger
(1983) Notorious
(1986)
Singles
1. The Wild Boys
Sortie : octobre 1984
2. Save a Prayer (live)
Sortie : janvier 1985 (USA uniquement)
3. Planet Earth (live)
Sortie : 1985 (Espagne uniquement)
4. Is There Something I Should Know? (live)
Sortie : 1985 (Argentine uniquement)

Arena est un album live du groupe Duran Duran, sorti en 1984 et réédité en 2004 avec deux titres bonus. L'album est sous-titré « Recorded Around The World 1984 » (« enregistré autour du monde en 1984 ») et contient principalement des titres tirés des albums Rio (1982) et Seven and the Ragged Tiger (1983). Il contient également un inédit, The Wild Boys, produit par Nile Rodgers et enregistré en juillet 1984 aux Maison Rouge Studios de Londres.

## Les critiques
Certains critiques étaient sceptiques sur le concept de l'album et ont notamment observé que certains titres n'y figuraient pas : The Reflex, Girls on Film (rajouté sur la réédition) et Rio (rajouté sur la réédition). Le journaliste français Yves Bigot décrit notamment l'album comme le « maillot jaune du plus mauvais live jamais publié par un groupe majeur ». Dans une interview du groupe dans le même article de Yves Bigot, John Taylor défendra avec détermination cet album :

« C'était un disque important pour nous. Les sept mois précédant sa sortie, nous les avions passés exclusivement sur scène autour du monde, et nous avions le sentiment très fort qu'il fallait en garder une trace quelque part. Si nous n'y avions pas tenu autant, on se serait contentés de publier une compilation. [...] Nous voulions à tout prix prouver aux sceptiques que nous étions au vrai groupe, qui passait la rampe sur scène, et pas uniquement des pantins qu'on ne connaissait qu'à travers leurs clips. C'est d'ailleurs pour ça que la vidéo de The Reflex nous montrait sur scène. »

— John Taylor, Guitare et Claviers n°72, mars 1987
Néanmoins, l'album s'est très bien vendu, se classant respectivement 6e et 4e au Royaume-Uni et aux États-Unis.

## Les films des concerts
De nombreux films et documentaires sur la tournée sont sorties :
- Sing Blue Silver : documentaire de 60 minutes diffusé sur MTV puis édité en VHS et DVD par la suite. Il montre surtout la partie nord-américaine de la tourné de 1983-1984 avec des extraits des concerts ainsi que des coulisses en compagnie du groupe.
- Arena (An Absurd Notion) : film de Russell Mulcahy qui, en plus de montrer des extraits de concerts, revient sur les origines du groupe et de leur nom, inspiré par un personnage du film Barbarella.
- As The Lights Go Down : concert filmé à Oakland (Californie) diffusé en télévision et en partie visible dans Arena (An Absurd Notion).

## Liste des titres

### Première édition (1984)
| No  | Titre                             | Durée |
| --- | --------------------------------- | ----- |
| 1.  | Is There Something I Should Know? | 4:34  |
| 2.  | Hungry Like the Wolf              | 4:01  |
| 3.  | New Religion                      | 5:37  |
| 4.  | Save a Prayer                     | 6:12  |
| 5.  | The Wild Boys                     | 4:18  |
| 6.  | The Seventh Stranger              | 5:05  |
| 7.  | The Chauffeur                     | 5:23  |
| 8.  | Union of the Snake                | 4:09  |
| 9.  | Planet Earth                      | 4:31  |
| 10. | Careless Memories                 | 4:07  |

### Réédition (2004)
| No  | Titre                             | Durée |
| --- | --------------------------------- | ----- |
| 1.  | Is There Something I Should Know? | 4:34  |
| 2.  | Hungry Like the Wolf              | 4:01  |
| 3.  | New Religion                      | 5:37  |
| 4.  | Save A Prayer                     | 6:12  |
| 5.  | The Wild Boys                     | 4:18  |
| 6.  | The Seventh Stranger              | 5:05  |
| 7.  | The Chauffeur                     | 5:23  |
| 8.  | Union Of The Snake                | 4:09  |
| 9.  | Planet Earth                      | 4:31  |
| 10. | Careless Memories                 | 4:07  |
| 11. | Girls on Film                     | 5:59  |
| 12. | Rio                               | 5:55  |

## Crédits
Duran Duran
- Simon Le Bon : chant
- Nick Rhodes : claviers
- Andy Taylor : guitare
- John Taylor : basse
- Roger Taylor : batterie

## Production (concerts)
- Jason Corsaro : ingénieur du son et mixage audio
- George Tukto : ingénieur du son

## Production (The Wild Boys)
- Nile Rodgers : producteur
- Jason Corsaro : ingénieur du son et mixage

## Anecdotes
- D'autres titres live ont été édités en face B des singles du groupe : New Religion (Live in LA) sur le single de The Reflex et Cracks in the Pavement (live 1984) sur le single de The Wild Boys.
- Le clip vidéo de The Wild Boys a été réalisé par l'australien Russell Mulcahy, réalisateur entre autres de Highlander, L'Affaire Karen McCoy, ...